# Cladonia rei
'Cladonia rei' Schaer. (1823) è una specie di lichene appartenente al genere Cladonia,  dell'ordine Lecanorales. Secondo alcuni autori, Spier & Aptroot (2007), si tratta di un ceppo di Cladonia subulata, con piccole variazioni nel chimismo.

## Caratteristiche fisiche
Il sistema di riproduzione è principalmente asessuato, attraverso i soredi o strutture similari, quali ad esempio i blastidi. Il fotobionte è principalmente un'alga verde delle Trentepohlia.

## Habitat
Questa specie si adatta soprattutto a climi di tipo temperato, è un lichene olartico. Rinvenuta su suoli ricchi di minerali argillosi, in habitat anche antropizzati, quali bordi di piste, radure di boschi e di brughiere. Predilige un pH del substrato da molto acido a valori intermedi fra molto acido e subneutro puro. Il bisogno di umidità è mesofitico.
In particolare, è stata ritrovata nei rododendro-vaccinieti con larice e pino cembro in vari posti della Val Venegia; su suolo e massi porfirici, sotto gli abeti nei pressi del torrente Travignolo e su suolo erboso poco prima della chiusa sul Rio Vallazza, presso malga Casoni.

## Località di ritrovamento
La specie è stata rinvenuta nelle seguenti località:

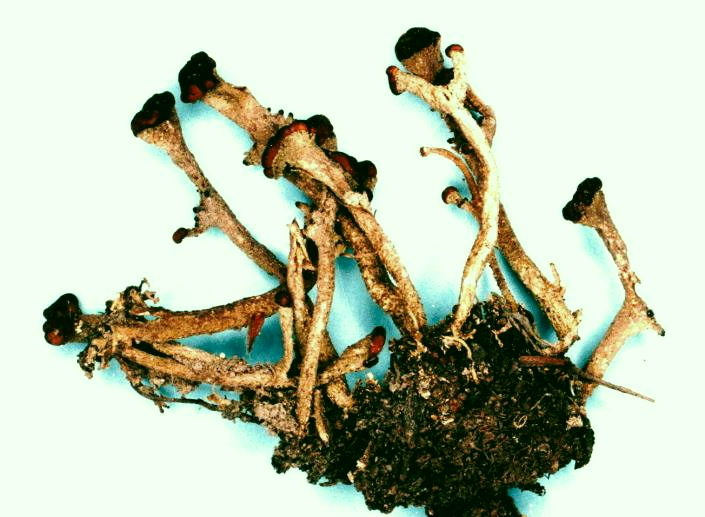
Cladonia rei

- USA (Maryland, Ohio, Illinois, Virginia Occidentale, Pennsylvania, New York, Cladonia rei Rhode Island, Michigan, Maine, Missouri, Vermont, Hawaii, Nebraska, Wisconsin, Iowa);
- Germania (Sassonia-Anhalt, Niedersachsen, Schleswig-Holstein, Baden-Württemberg, Brandeburgo, Turingia, Renania-Palatinato, Renania Settentrionale-Vestfalia, Meclemburgo, Amburgo, Essen, Berlino, Baviera, Sassonia);
- Canada (Columbia Britannica, Nuovo Brunswick);
- Austria (Oberösterreich);
- Cina (Xizang, Tibet, Anhui, Zhejiang, Mongolia interna, Hubei, Heilongjiang, Jilin);
- Iran (Mazandaran);
- Bhutan, Corea del Sud, Danimarca, Estonia, Etiopia, Finlandia, Isole Canarie, Lituania, Kenya, Lussemburgo, Mongolia, Norvegia, Nuova Zelanda, Oceania, Paesi Bassi, Polonia, Regno Unito, Repubblica Ceca, Romania, Serbia, Spagna, Svezia, Tanzania, Uganda, Ungheria.

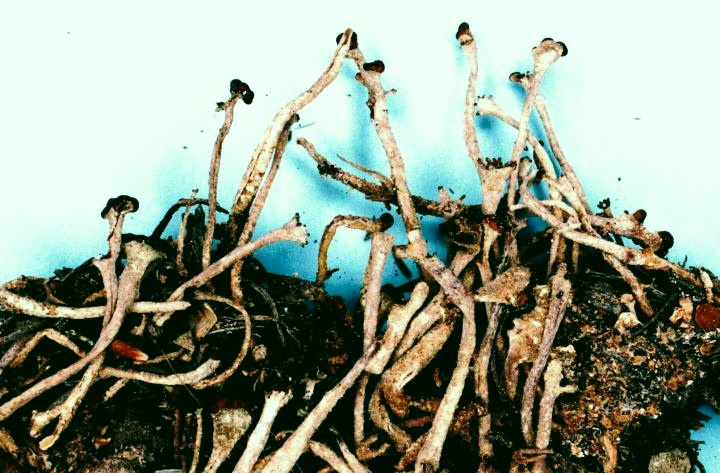
Cladonia rei

In Italia questa specie di Cladonia è rara: 
- Trentino-Alto Adige, raro nella parte bassa delle valli, non rinvenuto altrove
- Val d'Aosta, non è stata rinvenuta
- Piemonte, non rinvenuta lungo l'arco alpino, rara nel resto della regione
- Lombardia, non rinvenuta lungo l'arco alpino e nelle zone padane, rara nel resto della regione
- Veneto, rara nelle zone pedemontane di confine col Trentino, non rinvenuta altrove
- Friuli, rara nelle zone vallive e pedemontane, non rinvenuta altrove
- Emilia-Romagna, non è stata rinvenuta

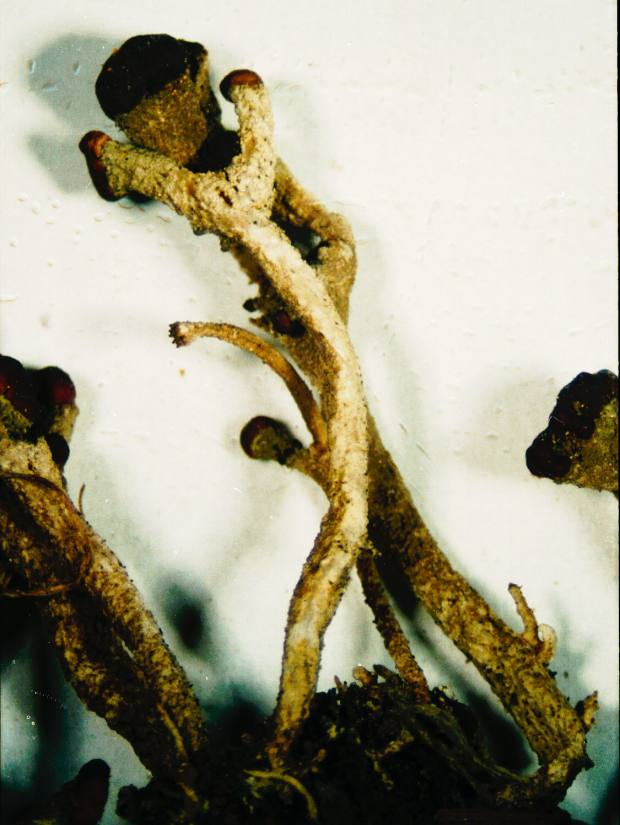
Cladonia rei, apoteci

- Liguria, non è stata rinvenuta
- Toscana, non è stata rinvenuta

- Umbria, non è stata rinvenuta
- Marche, non è stata rinvenuta
- Lazio, non è stata rinvenuta
- Abruzzi, non è stata rinvenuta
- Molise, non è stata rinvenuta
- Campania, non è stata rinvenuta
- Puglia, non è stata rinvenuta
- Basilicata, non è stata rinvenuta
- Calabria, non è stata rinvenuta
- Sicilia, non è stata rinvenuta
- Sardegna, non è stata rinvenuta.[2]

## Tassonomia

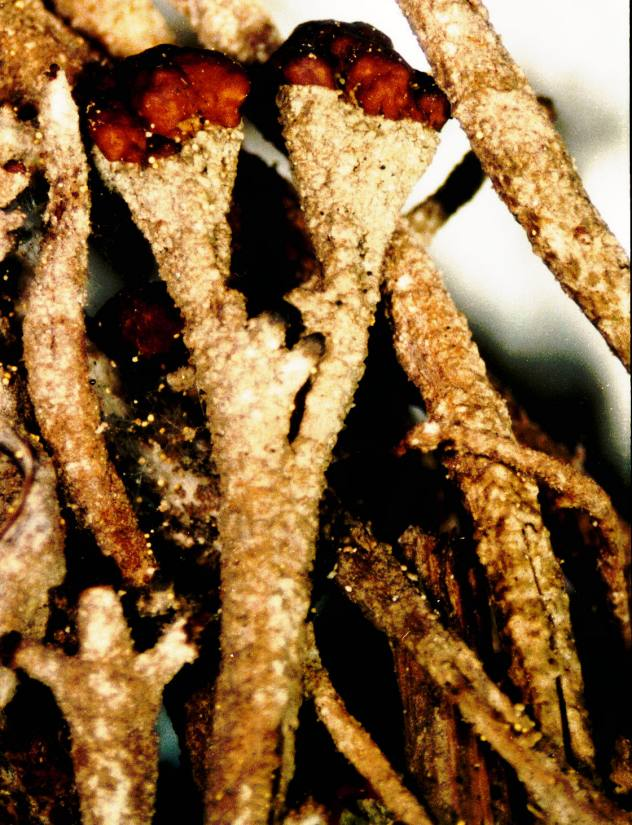
Cladonia rei, apoteci maturi

Questa specie appartiene alla sezione Cladonia; a tutto il 2008 sono state identificate le seguenti forme, sottospecie e varietà:
- Cladonia rei var. rei Schaer. (1823).
- Cladonia rei var. subacuminata (Vain.) Oxner (1978).